# Elizabeth: The Golden Age
Elizabeth: The Golden Age è un film del 2007 diretto da Shekhar Kapur.
È il seguito di Elizabeth (1998).

## Trama
Nel 1585 Filippo II di Spagna, sovrano del Regno più potente del mondo, trama per conquistare l'Inghilterra annientando la legittima sovrana Elizabeth; la regina, ormai sul trono da circa trent'anni, ha instaurato la religione protestante dichiarandosi nemica della Spagna cattolica e sta acquisendo sempre maggior potere. Filippo vorrebbe far salire al trono sua figlia Isabella per avere il dominio incontrastato sui mari, attualmente infestati dai corsari inglesi. Intanto Elizabeth, che ha raggiunto un'età avanzata, riceve le pressioni del suo consigliere Francis Walsingham perché si sposi e dia un erede al trono: se lei morisse senza figli salirebbe al trono sua cugina Mary Stuart, regina di Scozia cattolica.
Walter Raleigh, avventuriero inglese, fa ritorno nel Regno dal Nuovo Mondo, dove in onore di Elizabeth ha fondato una colonia denominata Virginia. La regina rimane affascinata da Raleigh, e ordina alla sua più fedele serva Bess di tenerlo sott'occhio; anche Bess, tuttavia, si sentirà attratta da Raleigh e i due intratterranno una relazione all'insaputa della regina. Intanto le tensioni tra Spagna e Inghilterra si acuiscono, spingendo Elizabeth a consultare perfino un astrologo di nome John Dee. Nel frattempo i gesuiti di Londra organizzano un attentato ai danni di Elizabeth, allo scopo di accelerare la salita al trono di Mary Stuart. Walshingham, venuto a sapere del complotto, vorrebbe che Elizabeth perseguisse i suoi avversari, ma la regina non desidera comportarsi come la sua sorellastra Mary Tudor, che era sul trono prima di lei, la quale ordinò la sanguinosa repressione dei protestanti.
Uno dei firmatari del complotto risulta essere il fratello cattolico di Walsingham; il consigliere viene dunque a sapere delle mire spagnole e le riferisce a Elizabeth, la quale acconsente a incontrare l'ambasciatore di Filippo. Costui si scaglia ferocemente contro la regina, accusandola di aver rubato l'oro delle navi spagnole per mezzo dei corsari e di avere una relazione sessuale con Walter Raleigh. Furiosa, Elizabeth scaccia la delegazione spagnola e si rifiuta di scendere a patti: per tutta risposta, Filippo inizia a preparare una armata di navi per invadere l'Inghilterra.
Anthony Babington, fedele servitore di Mary Stuart, raggiunge Elizabeth nella Cattedrale di san Paolo e tenta di ucciderla mentre sta pregando, ma l'attentato fallisce; Elizabeth viene così a sapere del coinvolgimento di Mary nel complotto e Walsingham le suggerisce di condannarla a morte per stroncare sul nascere possibili rivolte: la regina è costretta ad acconsentire. Mary è dunque processata per alto tradimento e viene condannata alla decapitazione. Questo, tuttavia, faceva parte del piano dei Gesuiti: Filippo non avrebbe mai voluto Mary sul trono, ma adesso Elizabeth ha fornito un pretesto per l'invasione da parte di tutte le forze cattoliche, che vedono nella sua uccisione un grave affronto; una volta morta la regina, Filippo potrà far salire al trono Isabella.
Bess scopre di essere incinta di Walter Raleigh e gli chiede di fuggire per mettersi in salvo dalla rabbia di Elizabeth, non prima di essersi sposati in gran segreto; Elizabeth tuttavia lo viene a sapere e punisce la coppia per aver contratto matrimonio senza il suo consenso: Bess viene cacciata dalla corte e Raleigh imprigionato. Intanto l'Armata spagnola si avvicina alle coste inglesi: a quel punto Elizabeth perdona Bess e Raleigh e consente a quest'ultimo di unirsi a Francis Drake nella battaglia. La stessa regina si reca a Tilbury e saluta il suo esercito con un accorato discorso che riesce a scaldare gli animi. Sebbene le navi spagnole siano più numerose e grandi di quelle inglesi, queste ultime risultano più agili e possono resistere a un'improvvisa tempesta; a quel punto la controffensiva inglese riesce a battere definitivamente il nemico, ed Elizabeth risulta la vincitrice dell'annoso conflitto.
Terminata la guerra, Elizabeth benedice l'unione di Bess e Raleigh e tiene a battesimo il loro bambino. Tutti gli eventi accaduti hanno rinsaldato la sua identità di Regina Vergine e di madre del Popolo d'Inghilterra.

## Colonna sonora
Il brano utilizzato nel trailer del film è "My Name is Lincoln" di Steve Jablonsky, già utilizzata due anni prima dal film fantascientifico The Island di Michael Bay.
La colonna sonora è stata composta da Craig Armstrong e A. R. Rahman.

## Distribuzione
Il film è stato presentato alla Festa del Cinema di Roma nella sezione Première, è uscito nelle sale italiane il 26 ottobre 2007.

## Accoglienza

### Incassi
Il film ha incassato nella prima settimana 6,1 milioni di dollari negli Usa e in Canada, arrivando al 6º posto nel box office. In Italia, solamente nel weekend d'apertura, ha incassato 1,2 milioni di euro.

### Critica
A livello tecnico il film è stato criticato per l'eccessiva lentezza di alcune scene nella parte centrale. A livello di contenuti, invece, è stato ritenuto in generale forzatamente anticattolico. Il film tende infatti a idealizzare il personaggio di Elisabetta, ritratta come una donna saggia, pietosa e tollerante, demonizzando per contro i cattolici, rappresentati dalle figure di Filippo II, dell'ambasciatore spagnolo e di Mary Stuart, che appaiono mossi da un fervore religioso che sfiora il fanatismo e fa loro ordire piani di morte e di conquista contro l'Inghilterra e la regina Elisabetta.
La critica più rilevante in questo senso è stata quella dello storico Franco Cardini sul quotidiano Avvenire.

## Riconoscimenti
- 2008 - Premio Oscar
  - Migliori costumi a Alexandra Byrne
  - Candidatura Miglior attrice protagonista a Cate Blanchett
- 2008 - Golden Globe
  - Candidatura Migliore attrice in un film drammatico a Cate Blanchett
- 2008 - Premio BAFTA
  - Candidatura Migliore attrice protagonista a Cate Blanchett
  - Candidatura Migliori costumi a Alexandra Byrne
  - Candidatura Miglior trucco
  - Candidatura Migliore scenografia a Guy Dyas e Richard Roberts
- 2008 - Screen Actors Guild Award
  - Candidatura Miglior attrice protagonista a Cate Blanchett
- 2008 - David di Donatello
  - Candidatura Miglior film dell'Unione Europea
- 2008 - Nastro d'argento
  - Candidatura Miglior film europeo
- 2007 - Satellite Award
  - Miglior scenografia a Guy Dyas e Richard Roberts
  - Migliori costumi a Alexandra Byrne
- 2008 - Critics' Choice Movie Awards
  - Candidatura Miglior attrice protagonista a Cate Blanchett